# Shōnagon
pour la femme de lettres voir Sei Shōnagon.
Un shōnagon (少納言) est un conseiller de troisième rang de la cour impériale du Japon. Cette fonction consultative date du VIIe siècle et fait partie de la cour impériale du Japon depuis le VIIIe siècle jusqu'à l'ère Meiji au milieu du XIXe siècle. Elle devient un poste du code de Taihō au début du gouvernement féodal japonais ou daijō-kan.
Dans les rangs de la bureaucratie impériale, les shōnagon se situent entre les chūnagon (conseillers de rang moyen) et les sangi (conseillers associés).
D'habitude, ce poste est occupé par trois membres de troisième rang des kuge. Ces fonctionnaires sont responsables de la lecture des rapports ordinaires et de la préparation des voyages impériaux. La fonction des shōnagon est d'aider les souvenirs des principaux dirigeants, de mettre les scellés aux actes et de transmettre les communications à d'autres au sein du daijō-kan. Ils ont un statut à la fois militaire et civil.

## Contexte historique
L'exercice véritable du pouvoir des fonctionnaires de la cour à l'époque antérieure à l'ère Meiji atteint son nadir pendant les années du shogunat Tokugawa, et pourtant les structures de base du gouvernement ritsuryō perdurent pendant des siècles.
Afin d'apprécier la fonction de shōnagon, il est nécessaire d'évaluer son rôle dans le contexte traditionnel japonais d'un cadre durable mais souple. Il s'agit d'un réseau bureaucratique et d'une hiérarchie de fonctionnaires. Le rôle de shōnagon est un élément important dans le daijō-kan (conseil d'État). Le modèle daijō-kan s'est avéré être adaptable à la création d'un gouvernement constitutionnel à l'époque moderne.

### Officiels daijō-kan les plus élevés
Les postes les plus élevés dans la hiérarchie de la cour peuvent être catalogués. Une liste sec donne un aperçu superficiel à l'intérieur des relations complexes et inter-connectées de la structure de la cour impériale.
- Daijō-daijin (chancelier du royaume ou ministre en chef)[8].
- Sadaijin (ministre de la gauche)[8].
- Udaijin (ministre de la droite)[8].
- Naidaijin (ministre du centre)[8].

Le niveau suivant le plus élevé de fonctionnaires est :
- Dainagon (conseiller principal). Il existe d'habitude trois dainagon[8], parfois plus[9].
- Chūnagon (conseiller moyen)[10].
- Shōnagon (conseiller secondaire); il existe d’ordinaire trois shōnagon[8].

Les autres fonctionnaires de haut rang qui disposent d'un peu de souplesse dans le daijō-kan sont ; 
- Sangi (conseiller associé)[11]. Ce bureau fonctionne en tant que gestionnaire des activités du daijō-kan au sein du palais[3].
- Geki (外記?) (secrétariat). Ce sont des hommes spécifiquement nommés qui agissent à la discrétion de l'empereur[3].

### Les huit ministères
Les ministères sont huit bureaucraties semi-indépendants. Une liste seule peut pas révéler beaucoup sur le fonctionnement réel du daijō-kan, mais les grandes catégories hiérarchiques suggèrent la manière dont les fonctions gouvernementales peuvent être analysées :
| Gauche - Ministère du Centre - Ministère des Services civils; aussi appelé Ministère de la Direction législative et de l'instruction publique. - Ministère des Cérémonies; aussi appelé Ministère de l'intérieur. - Ministère des Affaires populaires. | Droite - Ministère des Affaires militaires. - Ministère de la Justice - Ministère du Trésor. - Ministère de la Maison impériale. |

Les ministères spécifiques ci-dessus ne sont pas regroupés arbitrairement. Les deux fonctionnaires de la cour ci-dessous ont la responsabilité de :
- Contrôleur principal de la Gauche (左大弁, Sadaiben?)[18]. Cet administrateur est chargé ou a pour mission de superviser quatre ministères : Centre, Services civils, Cérémonies et Taxation[3].
- Contrôleur principal de la Droite (右大弁, Udaiben?)[18]. Cet administrateur est chargé ou a pour mission de superviser quatre ministères : Militaire, Justice, Trésor et Maison impériale[3].

## Source de la traduction
- (en) Cet article est partiellement ou en totalité issu de l’article de Wikipédia en anglais intitulé « Shōnagon » (voir la liste des auteurs).